# Ruch Polityczny „Wyzwolenie”
Ruch Polityczny „Wyzwolenie” – opozycyjna organizacja o charakterze niepodległościowym działająca w latach 80. w PRL. Utworzony w końcu 1983 r. przez Adama Struga, Marcina Galca, Janusza Czarniawskiego i Lecha Jęczmyka. W grudniu 1985 zawarł porozumienie z Organizacją WSN a w maju 1987 r. wszedł w skład Porozumienia Partii i Organizacji Niepodległościowych. Wydawał pisma „Wyzwolenie” i „Dekada Polska”.